# Saulx-lès-Champlon
Saulx-lès-Champlon és un municipi francès situat al departament del Mosa i a la regió del Gran Est. L'any 2007 tenia 129 habitants.

## Demografia

### Població
El 2007 la població de fet de Saulx-lès-Champlon era de 129 persones. Hi havia 48 famílies, de les quals 16 eren unipersonals (4 homes vivint sols i 12 dones vivint soles), 12 parelles sense fills i 20 parelles amb fills.
La població ha evolucionat segons el següent gràfic:
Habitants censats

### Habitatges
El 2007 hi havia 62 habitatges, 50 eren l'habitatge principal de la família, 11 eren segones residències i 1 estava desocupat. 60 eren cases i 2 eren apartaments. Dels 50 habitatges principals, 43 estaven ocupats pels seus propietaris, 6 estaven llogats i ocupats pels llogaters i 1 estava cedit a títol gratuït; 4 tenien tres cambres, 4 en tenien quatre i 42 en tenien cinc o més. 46 habitatges disposaven pel capbaix d'una plaça de pàrquing. A 29 habitatges hi havia un automòbil i a 18 n'hi havia dos o més.

### Piràmide de població
La piràmide de població per edats i sexe el 2009 era:
| Homes | Edats   | Dones |
| ----- | ------- | ----- |
| 0     | 95 o +  | 0     |
| 0     | 90 a 94 | 0     |
| 0     | 85 a 89 | 0     |
| 0     | 80 a 84 | 0     |
| 4     | 75 a 79 | 12    |
| 0     | 70 a 74 | 0     |
| 4     | 65 a 69 | 0     |
| 4     | 60 a 64 | 0     |
| 0     | 55 a 59 | 8     |
| 0     | 50 a 54 | 0     |
| 4     | 45 a 49 | 4     |
| 4     | 40 a 44 | 0     |
| 8     | 35 a 39 | 12    |
| 0     | 30 a 34 | 8     |
| 4     | 25 a 29 | 0     |
| 0     | 20 a 24 | 0     |
| 4     | 15 a 19 | 4     |
| 12    | 10 a 14 | 8     |
| 0     | 5 a 9   | 4     |
| 8     | 0 a 4   | 12    |

## Economia
El 2007 la població en edat de treballar era de 72 persones, 53 eren actives i 19 eren inactives. De les 53 persones actives 50 estaven ocupades (29 homes i 21 dones) i 3 estaven aturades (3 homes). De les 19 persones inactives 3 estaven jubilades, 8 estaven estudiant i 8 estaven classificades com a «altres inactius».
Activitats econòmiques
Dels 6 establiments que hi havia el 2007, 1 era d'una empresa de fabricació d'altres productes industrials, 1 d'una empresa de construcció, 1 d'una empresa d'hostatgeria i restauració, 2 d'empreses de serveis i 1 d'una entitat de l'administració pública.
L'únic servei als particulars que hi havia el 2009 era una lampisteria.
L'any 2000 a Saulx-lès-Champlon hi havia 10 explotacions agrícoles que ocupaven un total de 1.168 hectàrees.

## Poblacions més properes
El següent diagrama mostra les poblacions més properes.